# Orichiwka (obwód ługański)
Orichiwka (ukr. Оріхівка) – wieś na Ukrainie, w obwodzie ługańskim, w faktycznie niefunkcjonującym rejonie ługańskim, od 2014 pod kontrolą marionetkowej, uzależnionej od Rosji Ługańskiej Republiki Ludowej. W 2001 liczyła 1656 mieszkańców, spośród których 107 wskazało jako ojczysty język ukraiński, 1518 rosyjski, 3 mołdawski, 1 węgierski, 2 ormiański, a 25 inny.